# Национальный центр вертолётостроения имени М. Л. Миля и Н. И. Камова
Национальный центр вертолётостроения имени М. Л. Миля и Н. И. Камова — предприятие авиационной промышленности России, расположенное в посёлке городского типа Томилино Люберецкого района (Московская область). Занимается разработкой и опытной эксплуатацией вертолётов.
Входит в состав АО «Вертолёты России».

## АО «Московский вертолётный завод имени М. Л. Миля»
Московский вертолётный завод имени М. Л. Миля — авиационное предприятие, первоначально располагавшиеся в городе Москве, в Сокольниках, позже на производственной базе в посёлке Томилино Люберецкого района Московской области, разработчик и опытный эксплуатант вертолётов линейки «Ми».

### История
В 1943 году территория бывшего завода № 388, созданного в 1941 году на базе мебельной фабрики № 4 в Сокольниках, на 2-й Рыбинской улице, для производства десантно-транспортных планеров, была передана заводу № 381 как филиал № 1. В 1946 году он стал производственной базой вертолётного ОКБ-3, которое возглавлял Иван Братухин. В 1948 году ОКБ-3 было реорганизовано в Государственный Союзный завод № 3 с КБ-1 (Иван Братухин) и КБ-2 (Николай Камов). В 1950 году на нём началось производство вертолётов Ми-1.
В 1951 году на этот завод с завода № 82 в Тушино было переведено ОКБ № 4 Михаила Миля, а в 1953 году завод был переименован в Государственный Союзный завод № 329.
В 1960 заводу была выделена территория для строительства нового производственного комплекса на станции Панки возле Люберец. Первые корпуса были построены в 1963 году.
Завод стал опытным, массовое серийное производство вертолётов разворачивали на других предприятиях.
В 1967 году завод № 329 был переименован в «Московский вертолётный завод» (МВЗ). В 1970 году, после смерти Михаила Миля, МВЗ и ОКБ было присвоено его имя.
В 1993 году завод был преобразован в акционерное общество, которое в 2007 году вошло в состав холдинга «Вертолёты России» госкорпорации «Ростехнологии» (ныне Ростех).
В декабре 2019 года началось создание НЦВ путём объединения двух основных предприятий-разработчиков вертолётов в России: АО «Московский вертолётный завод имени М. Л. Миля» и АО «Камов».

### Личности
Московский вертолётный завод имени М. Л. Миля был назван в честь Михаила Миля — советского конструктора вертолётов и учёного, доктора технических наук (1945), Героя Социалистического Труда (1966), лауреата Ленинской премии (1958) и Государственной премии СССР (1968).
В 2000—2001 годах должность коммерческого директора ОАО «МВЗ» занимал Денис Мантуров — ныне глава Минпромторга России[значимость факта?].

### Продукция
На МВЗ было спроектировано и построено более 15 базовых моделей вертолётов, выпускавшихся в более чем 200 модификациях.
- Ми-1 «Москвич» — многоцелевой вертолёт;
- Ми-2 — лёгкий многоцелевой вертолёт;
- Ми-4 — средний многоцелевой вертолёт, первый военно-транспортный вертолёт Вооружённых сил СССР;
- Ми-6 — тяжёлый десантно-транспортный вертолёт;
- В-7 — опытный прототип вертолёта с реактивным двигателем;
- Ми-8 — средний многоцелевой вертолёт (серия включает в себя Ми-171), самый массовый двухдвигательный вертолёт в мире;
- Ми-10 — вертолёт-кран;
- В-12 — самый тяжёлый и грузоподъёмный вертолёт в мире;
- Ми-14 — многоцелевой вертолёт-амфибия;
- Ми-24 — транспортно-боевой вертолёт;
- Ми-26 — многоцелевой тяжёлый транспортный вертолёт;
- Ми-28Н — ударный вертолёт;
- Ми-34 — лёгкий учебно-спортивный вертолёт;
- Ми-35М — ударный вертолёт;
- Ми-38 — средний многоцелевой вертолёт.

### В филателии
- Почтовые марки России: вертолёты «Ми»
- Ми-1
- Ми-4
- Ми-8
- Ми-28
- Ми-34

## АО «Камов» (Ухтомский вертолётный завод)
АО «Камов» (бывш. ОКБ «Камов», Ухтомский вертолётный завод) — существовавшее до 2019 года конструкторское бюро холдинга «Вертолёты России». В последствии упразднено. Входило в состав госкорпорации «Ростех». Известно как разработчик вертолётов с соосной схемой несущих винтов. Также разработало вертолёт с традиционной компоновкой (Ка-62).
ОКБ было названо в честь его первого генерального конструктора Николая Камова. Датой основания принято считать 7 октября 1948 года. Открытое акционерное общество с 1992 года.
До 2017 года располагалось в городе Люберцы (неподалёку от железнодорожной станции Ухтомская), позже переведено в здание Национального центра вертолётостроения в рабочем посёлке Томилино (неподалёку от железнодорожной станции Панки).
На территории предприятия с 1972 года действовал Народный музей истории и Трудовой славы ОАО «Камов».
В декабре 2019 года АО «Камов» присоединено к АО «МВЗ имени М. Л. Миля», которое переименовано в АО «Национальный центр вертолётостроения имени М. Л. Миля и Н. И. Камова».

### Вертолёты ОКБ «Камова»
| Дата             | Модель                                                                 | Классификация НАТО | Комментарий                                |
| ---------------- | ---------------------------------------------------------------------- | ------------------ | ------------------------------------------ |
| 25 сентября 1929 | КаСкр-1 «Красный инженер», КаСкр-2                                     |                    | Первый советский автожир, Камов-Скржинский |
| 1934             | А-7                                                                    |                    | автожир                                    |
| 1944             | Ка-8                                                                   |                    |                                            |
| сентябрь 1949    | Ка-10                                                                  | 'Hat'              |                                            |
| 1952             | Ка-15                                                                  | 'Hen'              |                                            |
| 1955             | Ка-18                                                                  | 'Hog'              |                                            |
| 1960             | Ка-20                                                                  | 'Harp'             |                                            |
| 1960             | Ка-22                                                                  | 'Hoop'             | Винтокрыл                                  |
| 1965             | Ка-25                                                                  | 'Hormone'          |                                            |
| 1966             | Ка-26                                                                  | 'Hoodlum-A'        |                                            |
| 1969             | В-50                                                                   |                    | проект свёрнут                             |
| 1978             | Ка-27 и Ка-27ПС (поисково — спасательный)                              | 'Helix'            |                                            |
| 1981             | Ка-28 Ка-32                                                            | 'Helix'            |                                            |
| 27 июля 1982     | Ка-50 «Чёрная Акула» (также известен под названиями В-80 и «Вервольф») | 'Hokum-A'          | Ка-50-2 Erdogan                            |
| 1983             | Ка-52 «Аллигатор»                                                      | 'Hokum-B'          |                                            |
| 1983             | Ка-31                                                                  | 'Helix-B'          | Вертолёт ДРЛО                              |
| 1984             | Ка-29                                                                  |                    | Развитие Ка-27                             |
| 1986             | Ка-126                                                                 | 'Hoodlum-B'        | Развитие Ка-26                             |
| середина 1980-х  | В-100                                                                  |                    |                                            |
| 1990             | Ка-118                                                                 |                    |                                            |
| 1993             | Ка-128                                                                 |                    |                                            |
| 1993             | Ка-37                                                                  |                    | беспилотный вертолёт                       |
| 2016             | Ка-62                                                                  |                    |                                            |
| 1994             | Ка-226                                                                 | 'Hoodlum'          | Дальнейшее развитие Ка-126                 |
| 1998             | Ка-60 «Касатка»                                                        |                    |                                            |

- Соосная схема Камова (на примере Ка-25)
- Винтокрыл Ка-22
- Ка-27
- Ка-50 «Чёрная акула»
- Ка-52 «Аллигатор»
- Ка-60
- Ка-226
- Макет разрабатываемого предприятием скоростного вертолёта Ка-92

## Санкции
23 февраля 2024 года, из-за российского вторжения на Украину, предприятие было внесено в санкционный список стран Евросоюза так как оно «проектирует, создаёт, испытывает образцы вертолётов, внедряет их в серийное производство и модернизирует военные вертолёты "Ми" и "Ка", используемые Вооружёнными силами России в агрессивной войне против Украины». Ранее, по аналогичному основанию, предприятие попало под санкции США, Украины и Японии.